# La Veu del Vespre
La Veu del Vespre fou un diari catalanista d'informació general aparegut a principis del segle xx.

## Origen
El dia 1 de gener de 1899 va néixer com a diari La Veu de Catalunya, promogut per Enric Prat de la Riba, Josep Puig i Cadafalch i Narcís Verdaguer i Callís. Dir que ja feia vuit anys que existia La Veu de Catalunya però era un setmanari. El nou diari, literari i polític, va estar ja des d'un bon principi lligat a La Lliga Regionalista. El darrer número va ser el Nadal del 1937 quan La Veu de Catalunya va veure confiscades la seva redacció i la seva impremta. Durant molts anys va publicar dues edicions diàries: una al matí i l'altra al vespre. Davant l'èxit que havien tingut alguns diaris que sortien al vespre l'empresa La Veu va decidir fer l'edició de nit amb un títol diferent i com si fos un altre diari. Així va néixer La Veu del Vespre, que va sortir per primera vegada a la ciutat de Barcelona el 2 de maig de 1933 sense amagar mai que els seus orígens eren els de La Veu de Catalunya.

## Història
A la primera pàgina del número 1 duia una nota avisant que per culpa del retard d'algunes comandes necessàries per a la confecció del nou diari els van impedir tenir enllestida del tot: 
| « | “Amb tot i això no hem volgut retardar el canvi de format promès als nostres lectors. Creiem que ens serà perdonat qualsevulla defecte que es pogués trobar en l'aspecte tipogràfic del nou diari, segurs que tots seran esmenats tan bon punt estigui acabada la instal·lació de maquinària i utillatge adquirits”. | » |

Així es disculpava el periòdic de les deficiències de la seva presentació. El seu esforç editorial era mínim, ja que la majoria dels seus treballadors es limitaven a reproduir una bona part de l'edició matinal de La Veu de Catalunya. Per això era normal trobar els noms de redactors com Josep Pla, Jaume Carrera, Rafel Marquina, Joaquim Pellicena o Manuel Brunet. Els editors dels dos diaris bessons van adonar-se que s'assemblaven massa i calia diferenciar-los una mica.
Amb aquest objectiu en el número 53 rebaixen el preu a 10 cèntims i ho publiquen un comunicat dient explicant que els dos diaris són diferents: 
| « | “[…] El contingut dels dos fulls serà totalment distint, i que els articles doctrinals, que fins ara venien repetint-se, seran, d'ara endavant, exclusius de La Veu de Catalunya, el diari de la Lliga [...]”. | » |

A partir d'aquest moment la capçalera ocupa tota l'amplada de la pàgina i es fa un esforç per tal que els dos diaris germans semblin una mica diferents, encara que la redacció i el director siguin els mateixos. La política del diari continua sent la de La Lliga i quan arriba el 6 d'octubre del 1934 la publicació es va veure mínimament afectada. Del dijous 4 d'octubre de 1934 (número 443) es va suspendre la publicació pels fets fins al dilluns dia 8 del mateix mes.
La Veu del Vespre mai no va ser un bon negoci editorial ni tan sols un negoci mitjà. Tot i que havien procurat que s'assemblés el mínim possible a La Veu de Catalunya el públic tenia massa la sensació que comprava la segona edició del portaveu de la Lliga, en lloc d'un diari de vespre. La seva massa de possibles lectors ja havia comprat al matí l'edició de La Veu. Totes aquestes circumstàncies van fer que l'empresa decidís donar per acabada la publicació de La Veu del Vespre i en el seu lloc editar un altre diari anomenat L'Instant, també imprès als tallers de La Veu però que no demostrarà un lligam tan directe amb el diari de la Lliga, almenys en les seves aparences externes. Així el 31 de desembre de 1934 amb el número 515 desapareixia La Veu del Vespre. L'endemà, 1 de gener de 1935 naixia L'Instant, el diari que volia coordinar el periodisme i la radiofonia.

## Directors
Enric Prat de la Riba, Josep Morató i Grau, Joaquim Pellicena i Camacho i Ramon d'Abadal i Vinyals, els mateixos que els de La Veu de Catalunya.

## Redactors i col·laboradors principals
Lluís Domènech i Muntaner, Esteve Sunyol, Narcís Verdaguer, Josep Puig i Cadafalch, Enric Prat de la Riba, Raimon Casellas, Joan Oller i Rabassa, Francesc Cambó, Josep Pla, Eugeni d'Ors, Joan Costa i Déu, Ferran Agulló, Josep Carner. Aquests en són alguns dels molts redactors i col·laboradors, que els podem trobar igualment a La Veu de Catalunya.

## Aspectes tècnics
Seccions: Entre les principals seccions que tenia el diari en els seus inicis a la primera pàgina hi havia la “Miniatura del dia” que resumia breument els principals fet d'actualitat i un “Comentari” generalment polític. A l'interior hi havia el “Noticiari”, l'“Editorial” i les seccions d'“Esports”, “Estranger”, “Espectacles”, “Borsa”, “Cartellera”, “Vida Marítima”, “Exposicions”, “Darreres informacions”, una secció dedicada a “La llar i les Modes” i finalment una d'“Informació comarcal”. Tot el número solia anar il·lustrat amb fotografies i reproduccions d'algun acudit.
Preu: Del número 1 al 52 va valdre 15 cèntims. De número 53 fins al final va valdre 10 cèntims.
Capçalera: Del número 1 al 52 estava flanquejada per dos caixetins on hi havia l'adreça i els preus del diari. A partir del número 53 fins al final el cos de la lletra va ser molt més gran i la capçalera ocupava tota l'amplada de la pàgina.
Pàgines: De 16 a 24 pàgines a 5 columnes. A partir de la reducció de preu (01/VII/1993) va reduir també el nombre de pàgines que van passar a ser normalment 12.